# Ophiothrix oerstedii
Ophiothrix oerstedii is een slangster uit de familie Ophiotrichidae.
De wetenschappelijke naam van de soort werd in 1856 gepubliceerd door Christian Frederik Lütken.